# Klackjärn

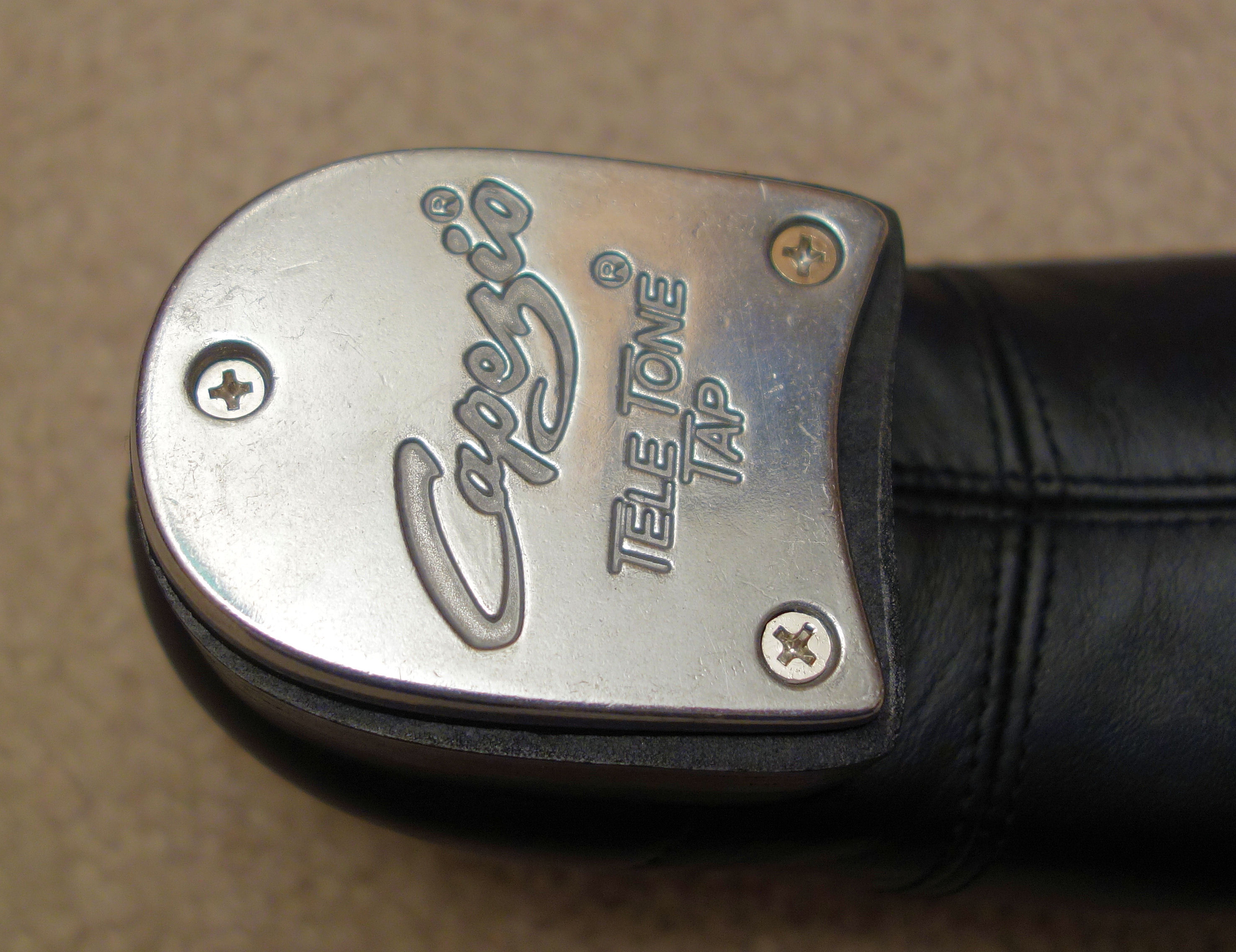
Klackjärn på steppsko

Klackjärn är en metallförstärkning på en klack antingen för att minska nötning på klackarna för att skodonen att hålla längre, eller för att åstadkomma klapper, till exempel vid steppdans.
Tåjärn är motsvarande metallförstärkning på främre delen av skosulan. Slitskyddet på till exempel soldatkängor kunde - förutom med tå- och klackjärn – också vara förstärkta med ett antal stift på sulan. 
Klackjärn är också benämning på ett yrkesmässigt hjälpmedel för att vid golvläggning slå sista brädan på plats och lägga parkettbräder med traditionell fog, när man inte kommer åt med slagklots.